# Elezioni europee del 1989 in Germania
Le elezioni europee del 1989 in Germania Ovest si sono tenute il 18 giugno.

## Risultati
| Liste  | Liste                                          | Gruppo | Voti       | %     | +/- | Seggi | +/-     |
| ------ | ---------------------------------------------- | ------ | ---------- | ----- | --- | ----- | ------- |
|        | Partito Socialdemocratico di Germania (SPD)    | SOC    | 10.525.728 | 37,32 | 0,1 | 31    | 2       |
|        | Unione Cristiano-Democratica di Germania (CDU) | PPE    | 8.332.846  | 29,54 | 8,0 | 25    | 9       |
|        | I Verdi (GRÜNEN)                               | GV     | 2.382.102  | 8,45  | 0,2 | 8     | 1       |
|        | Unione Cristiano-Sociale in Baviera (CSU)      | PPE    | 2.326.277  | 8,25  | 0,3 | 7     | Stabile |
|        | I Repubblicani (REP)                           | GTDE   | 2.008.629  | 7,12  | -   | 6     | -       |
|        | Partito Liberale Democratico (FDP)             | LDR    | 1.576.715  | 5,59  | 0,8 | 4     | 4       |
|        | Unione Popolare Tedesca (DVU)                  | -      | 444.921    | 1,58  | -   | -     | -       |
|        | Partito Ecologico-Democratico (ÖDP)            | -      | 184.309    | 0,65  |     | -     |         |
|        | Altri                                          | Altri  | 425.163    | 2,16  |     | -     |         |
| Totale | Totale                                         | Totale | 28.206.690 |       |     | 81    |         |